# Torneo ABCS 2012
Il Torneo ABCS 2012 (2012 ABCS Tournament) fu la terza edizione del Torneo ABCS, competizione calcistica per nazioni caraibiche di lingua olandese. La competizione si svolse ad Aruba dal 13 luglio al 15 luglio 2012 e vide la partecipazione di quattro squadre: Aruba, Bonaire, Curaçao e Suriname.

## Formula
- Qualificazioni

Nessuna fase di qualificazione. Le squadre sono qualificate direttamente alla fase finale.
- Fase finale

Fase a eliminazione diretta - 4 squadre, giocano partite di sola andata. La vincente si laurea campione.

## Squadre partecipanti
| Pr. | Squadra  | Data di qualificazione certa | Partecipante in quanto                                         | Partecipazioni precedenti al torneo | Ultima presenza |
| --- | -------- | ---------------------------- | -------------------------------------------------------------- | ----------------------------------- | --------------- |
| 1   | Aruba    | -                            | Rappresentativa della nazione organizzatrice della fase finale | 2 (2010, 2011)                      | Suriname 2011   |
| 2   | Bonaire  | -                            | Qualificata di diritto                                         | 2 (2010, 2011)                      | Suriname 2011   |
| 3   | Curaçao  | -                            | Qualificata di diritto                                         | 2 (2010, 2011)                      | Suriname 2011   |
| 4   | Suriname | -                            | Qualificata di diritto                                         | 2 (2010, 2011)                      | Suriname 2011   |

Nella sezione "partecipazioni precedenti al torneo", le date in grassetto indicano che la nazione ha vinto quella edizione del torneo, mentre le date in corsivo indicano la nazione ospitante.

## Fase finale

### Fase a eliminazione diretta

#### Tabellone
|  | Semifinali | Semifinali | Semifinali |          |       | Finale          | Finale          | Finale          |  |
|  |            |            |            |          |       |                 |                 |                 |  |
|  | Suriname   | Suriname   | 8          |          |       |                 |                 |                 |  |
|  | Suriname   | Suriname   | 8          |          |       |                 |                 |                 |  |
|  | Bonaire    | Bonaire    | 0          |          |       |                 |                 |                 |  |
|  | Bonaire    | Bonaire    | 0          |          | Aruba | Aruba           | 1               |                 |  |
|  |            |            |            |          | Aruba | Aruba           | 1               |                 |  |
|  |            |            | Suriname   | Suriname | 0     |                 |                 |                 |  |
|  | Aruba      | Aruba      | Suriname   | Suriname | 0     | 3               |                 |                 |  |
|  | Aruba      | Aruba      |            |          |       | 3               |                 |                 |  |
|  | Curaçao    | Curaçao    | 2          |          |       | Finale 3º posto | Finale 3º posto | Finale 3º posto |  |
|  | Curaçao    | Curaçao    | 2          |          |       |                 |                 |                 |  |
|  |            |            |            |          |       |                 |                 |                 |  |
|  |            |            |            |          |       | Curaçao         | Curaçao         | 9               |  |
|  |            |            |            |          |       | Curaçao         | Curaçao         | 9               |  |
|  |            |            |            |          |       | Bonaire         | Bonaire         | 2               |  |

#### Semifinali
| Oranjestad 13 luglio 2012 | Suriname | 8 – 0 | Bonaire | Trinidad Stadium |

| Oranjestad 13 luglio 2012 | Aruba | 3 – 2 | Curaçao | Trinidad Stadium |

#### Finale 3º posto
| Oranjestad 15 luglio 2012 | Curaçao | 9 – 2 | Bonaire | Trinidad Stadium |

#### Finale
| Oranjestad 15 luglio 2012 | Aruba | 1 – 0 | Suriname | Trinidad Stadium |